# Ivăneștii-Vechi, Cetatea Albă
Ivăneștii-Vechi (în ucraineană Руськоіванівка, transliterat: Ruskoivanivka) este un sat în comuna Cazaci din raionul Cetatea Albă, regiunea Odesa, Ucraina.

## Demografie
Componența lingvistică a comunei Ivăneștii-Vechi
     Rusă (88,28%)
     Ucraineană (8,37%)
     Română (2,91%)
     Alte limbi (0,19%)
Conform recensământului din 2001, majoritatea populației comunei Ivăneștii-Vechi era vorbitoare de rusă (88,28%), existând în minoritate și vorbitori de ucraineană (8,37%) și română (2,91%).